# Cesare di Durazzo
Cesare o Cesario sarebbe stato, secondo la tradizione, un uomo convertito al cristianesimo durante il I secolo, nativo forse di Corone in Morea; discepolo di san Paolo, sarebbe stato uno dei Settanta discepoli di Gesù, e successivamente, il primo vescovo di Durazzo, nell'odierna Albania; secondo altre fonti, a Durazzo sarebbe stato martirizzato, mentre altre asseriscono che sarebbe morto per cause naturali. 
È venerato come santo dalla Chiesa cattolica, che lo ricorda il giorno 9 o 10 dicembre e dalla Chiesa ortodossa, che lo commemora l'8 dicembre. Entrambe le confessioni lo commemorano anche il  30 marzo, insieme con altri discepoli.